# Leszek Błażyński
Leszek Błażyński   (Ełk, 5 de març de 1949 - Katowice, 6 d'agost de 1992) fou un boxejador polonès, guanyador de dues medalles olímpiques.
El 1972 va prendre part en els Jocs Olímpics d'Estiu de Munic, on va guanyar la medalla de bronze en la categoria del pes mosca del programa de boxa. En semifinals va perdre contra el búlgar Georgi Kostadinov. Quatre anys més tard, als Jocs de Montreal, va revalidar la medalla de bronze en la mateixa categoria. En aquesta ocasió va perdre en semifinals contra l'estatunidenc Leo Randolph.
En el seu palmarès també destaquen dues medalles en el Campionat d'Europa de boxa amateur, de plata el 1971 i d'or el 1977, així com dos campionats nacionals del pes mosca, el 1971 i 1973. En total va disputar 317 combats, amb un balanç de 282 victòries, 31 derrotes i 4 combats declarats nuls. El seu darrer combat va tenir lloc el 30 d'octubre de 1983. El 1976 va ser guardonat amb la Creu de Cavaller de l'Orde Polònia Restituta.
Una llarga depressió, fruit de la mort prematura de la seva dona, el va dur al suïcidi el 1992.